# Церква святого Димитрія Солунського (Васищеве)
Церква Святого Димитрія Солунського — чинна церква, пам'ятки архітектури та містобудування місцевого значення (охоронний № 545), у селищі міського типу Васищеве Харківського району Харківської області. Парафія належить до Харківської єпархії Української православної церкви Московського патріархату. Церква зазнала руйнувань від обстрілів під час повномасштабного військового вторгнення російської армії у квітні 2022 року.

## Історія
Церкву збудовано 1880 року з червоної цегли і освячено на честь святого великомученика Дмитра Солунського. 
У 1929 році церкву було закрито більшовиками, будівлю використовували як клуб. 
1943 року було відновлено служіння.

## Світлини

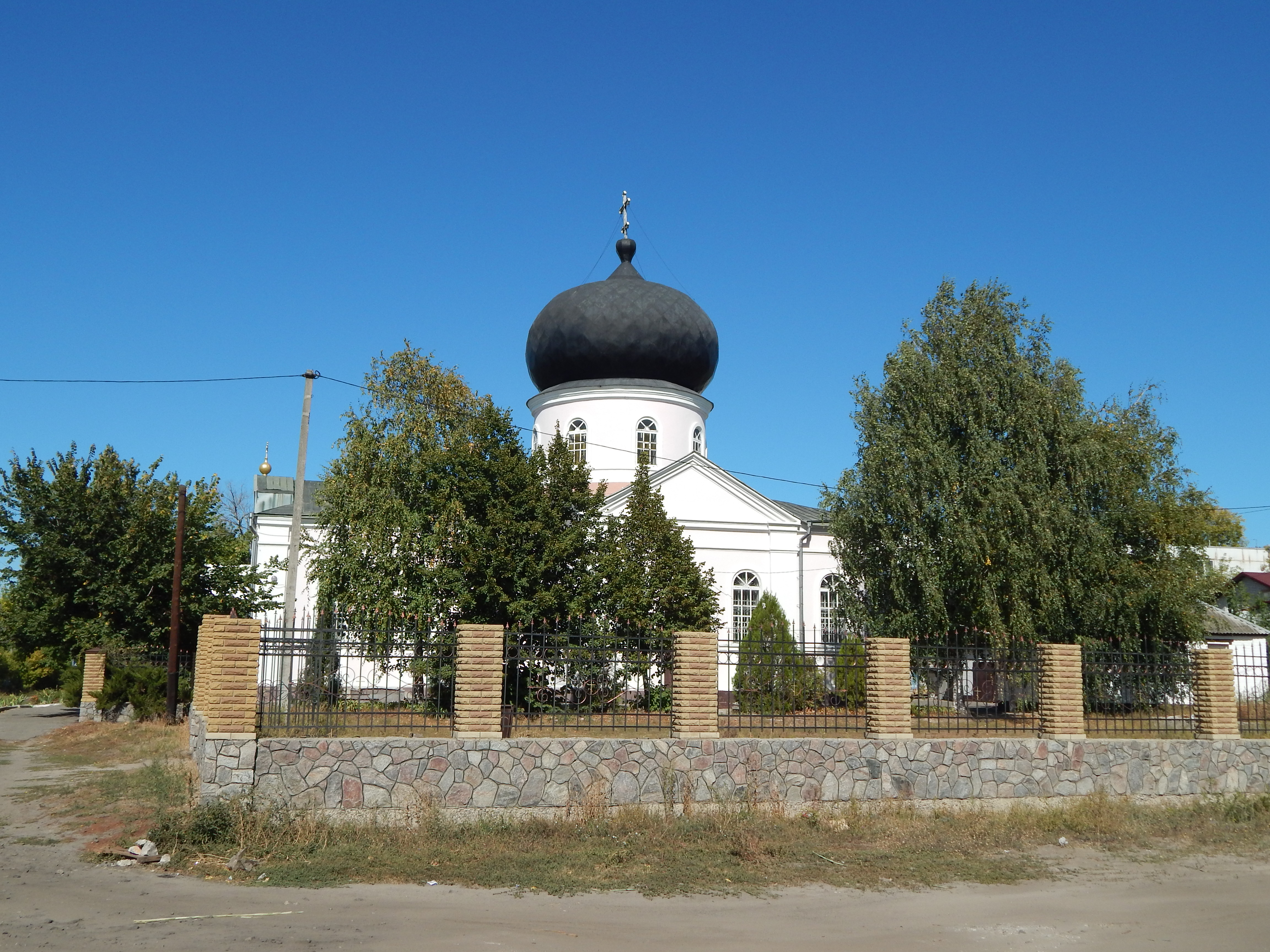
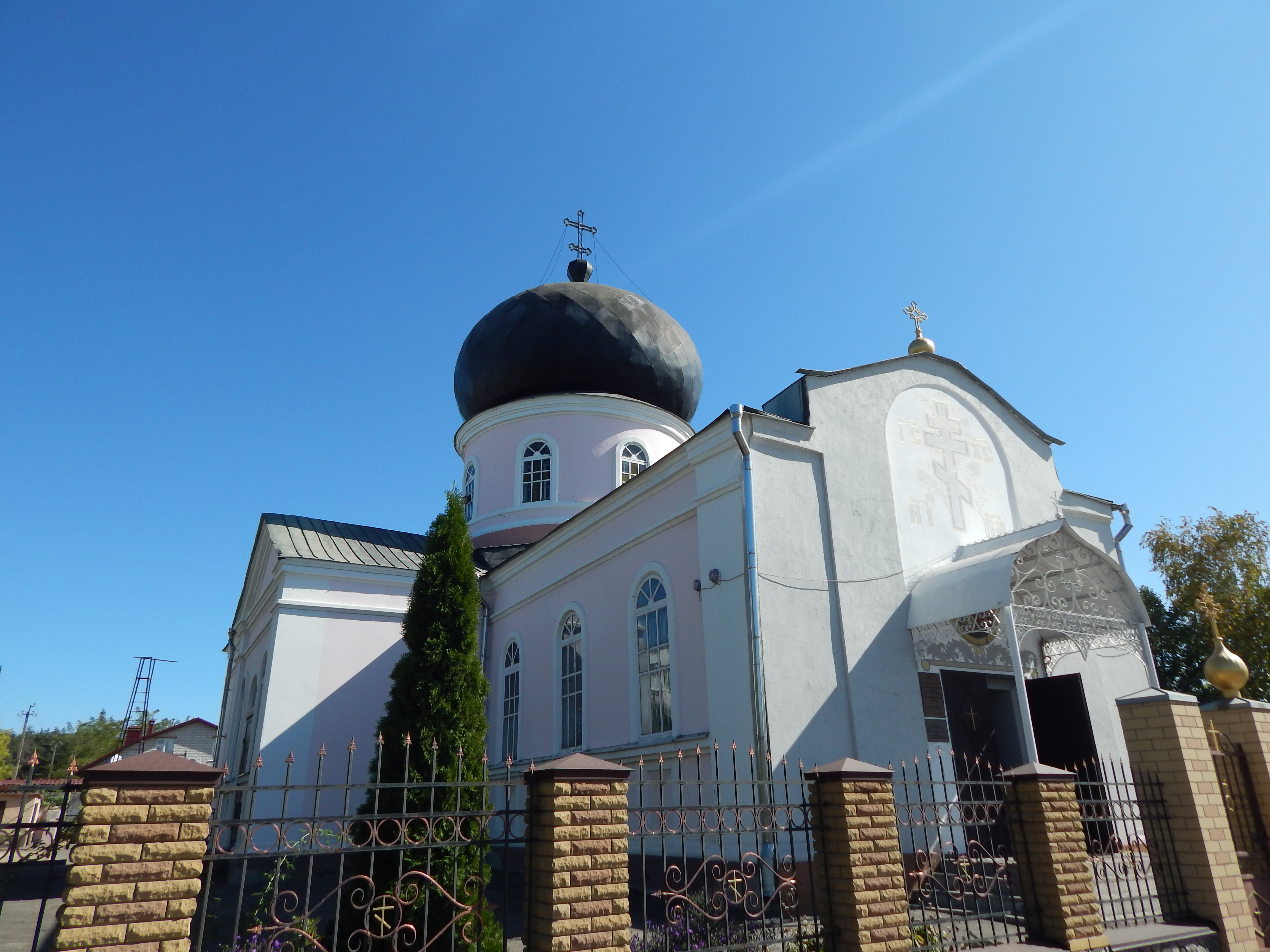
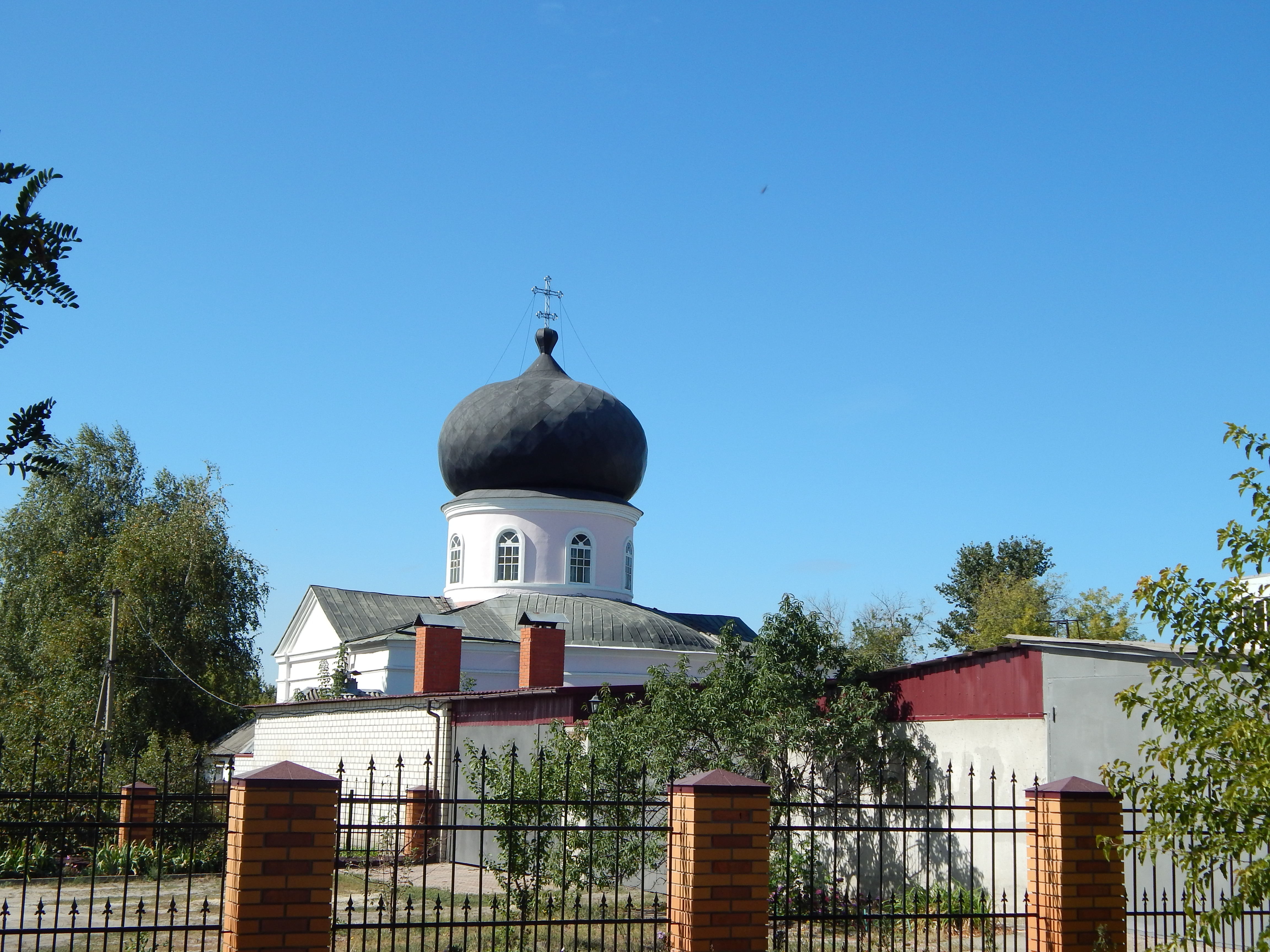